# نصف‌النهار ۷۳ درجه غربی
نصف‌النهار ۷۳ درجه غربی ۷۳مین نصف‌النهار غربی از گرینویچ است که از لحاظ زمانی ۴ ساعت و۵۲ دقیقه با گرینویچ اختلاف زمانی دارد.
این نصف‌النهار از قطب شمال شروع و از مناطق زیر گذشته و به قطب جنوب ختم می‌شود.
- اقیانوس اطلس
- آمریکای لاتین
- کانادا
- ایالات متحده آمریکا